# ARA Santísima Trinidad (D-2)
ARA Santísima Trinidad (D-2) — эскадренный миноносец, находившийся в составе ВМС Аргентины. Второй корабль аргентинской серии британских эсминцев типа 42 и единственный представитель класса, построенный за пределами Великобритании. Приписан к военно-морской базе Пуэрто-Бельграно. Назван в честь Святой Троицы (исп. Santísima Trinidad).

## История строительства
В 1970-х между Аргентиной и Чили вновь усилились трения по поводу принадлежности южных островов. В этих условиях обе страны начали усиление своих вооружённых сил. В мае 1970 года правительство Аргентины заключило контракт с фирмой «Виккерс-Армстронг», предусматривавший постройку одного корабля («Эркулес») в Англии и ещё одного («Сантисима Тринидад») — по лицензии в Аргентине, для замены в составе флота эсминцев времён Второй мировой войны. «Сантисима Тринидад» был построен на верфи Astillero Río Santiago в Энсенаде.
Строительство было задержано диверсией боевиков «Монтонерос» 22 августа 1975 года. Тремя годами ранее, в этот день, на базе авиации флота Аргентины «Альмиранте Маркос Зар» в Трелью было казнено множество бойцов «монтонерос». В качестве возмездия боевики выбрали строившийся на тот момент эсминец УРО «Сантисима Тринидад». Водолазами было заложено 170 кг взрывчатых веществ под днищем корабля. В результате взрыва, корпусу и электрооборудованию был нанесён серьёзный ущерб, строительство приостановили на год.

## Служба
В 1982 году участвовал в Фолклендской войне в качестве штабного корабля. 2 апреля, в ходе операции «Росарио», высадил 84 коммандос и 8 боевых пловцов из группы «Бузо тактико» на Восточный Фолкленд, позже, обеспечивал прикрытие десантного корабля «Кабо Сан-Антонио» при высадке в Порт-Стэнли.
После окончания войны британское эмбарго на поставку оружия и комплектующих в Аргентину сделало невозможным покупку запасных частей для кораблей типа 42 в составе национального флота. Рассматривались возможности продажи эсминцев. В 1989 «Сантисима Тринидад» стал на прикол и постепенно разбирался на запчасти для «Эркулеса».

## После службы
В 2004 году корабль был выведен в резерв и находился в отстое с минимальной численностью экипажа для несения службы и обеспечения живучести. Правительством Аргентины планировалось превратить эсминец в корабль-музей.
21 января 2013 года «Сантисима Тринидад» затонул у причала военно-морской базы Пуэрто-Бельграно. Причиной была названа неисправность донно-забортной арматуры. В результате вода затопила шесть отсеков, мощностей насосов для откачки поступавшей воды не хватило, и экипажу пришлось эвакуироваться с корабля. Корабль накренился под углом 50% и затонул у своего причала. До затопления корабль находился в плохом состоянии, ввиду отказа Британии поставлять запчасти Аргентине после окончания Фолклендского конфликта, с него снимали части для поддержания его систершипа "Геркулес" в боевом состоянии В сентябре 2014 года специалисты аргентинских ВМС начали судоподъёмные работы. В декабре 2015 года Santísima Trinidad был поднят. Командование флота объявило о плане превратить корабль в музей, посвящённый войне 1982 года.